# 大社部落起源神話
大社部落起源神話，是台灣排灣族大社部落（Paridrayan，位於今屏東縣三地門鄉，拉瓦爾亞族最古老的部落）的始祖神話，內容包含了人類出現、建立部落、以及頭目（貴族）的出現。

## 神話
大社部落的起源神話主要可以分為兩個部分：

### 建立部落
太古時代，在大社部落的舊社社址達瓦蘭（Tavalan）處附近有一顆巨石，巨石上有裂縫，大社部落的其中四個祖先：薩凱（Sakai，男）、薩烏魯幹（Savulungan）、薩嘎菈魯（Sakaljalju）、薩達利（Satalji）便是從石頭的裂縫中出生的，他們互相結婚繁衍後代、並且建立了最早的達瓦蘭社；而在達瓦蘭社東方十町左右（約一公里多）的一個叫Tuvung的地方，也有三個人從另一顆石頭的縫隙中出生，他們分別是Pinepingan（男）、卡菈卡蘭（Kalakalan，女）、比比利（Pipilj，男），他們和後代在當地建立了Tuvung社，後來Tuvung社的族人遷移並併入達瓦蘭社中，成為了最早的大社部落。

### 頭目出現
兩個部落合併之後，太陽又在某天於霧頭山的一個小甕裡生下一顆卵，被大社部落的某個族人（有說法認為叫達姆勒幹Tamulengan）帶回家裡，並在十個月後生出了一個男嬰，取名為達篤嵐（Tatulan）、同時地中也生出了一個女嬰，取名為薩督故（Satjuku），兩人長大後結婚並成為大社部落的頭目，為貴族始祖。
另有說法認為薩督故是一起從陶壺中出生的，而男嬰則是取名為薩答立（Satalji），薩督故和薩答立在長大後分別成為大社部落和沙漠部落（Tjevasavasai，又稱三磨溪部落，和大社部落之間只隔著溪流）的頭目，而薩答立後來娶的一名叫薩蓋（Sakai）的女子為妻，但不小心殺了薩蓋的哥哥薩武盧幹（Savulungan），憤怒的薩蓋因此趁其熟睡的時候帶著孩子離家出走前往平地，醒來後的薩答立連忙追上去，並且發誓不再殺生後才使妻子願意回心轉意。

### 其他說法

#### 說法一
另有說法認為從石縫中出生的始祖叫做卡烏（Cauv），他的女兒嘎菈利（Kalali）從朋友姆阿蓋（muakai，疑似為神祇）那裡弄來了一點小米及芋頭的種子、並將種子藏在頭髮裡帶回部落。

#### 說法二
還有一種說法認為，大社部落的祖先是五位從天而降的神祇：薩迦萬（Salavan）、薩姆阿蓋（Samuakai）、薩烏魯幹（Savulungan，或說辜拉利kulalj）、薩勒哥茲（Salengec）、薩德邁勒（Sademailje），其中薩姆阿蓋乘船出海、薩烏魯幹登上北大武山成為雷神，剩下的三位就成為了大社部落的祖先。
由於這則傳說有很多部分跟舊高燕部落（Padain）的神話相當接近，因此很有可能是受其影響而來的。